# Vaggelīs Platellas
Vaggelīs Platellas (in greco Βαγγέλης Πλατέλλας?; Atene, 1º dicembre 1988) è un calciatore greco, centrocampista svincolato.

## Palmarès

### Club

#### Competizioni nazionali
- Coppa di Grecia: 1

AEK Atene: 2015-2016